# Kolowratův rybník
Kolowratův rybník je přírodní památka v okrese Tachov. Nachází se v CHKO Český les asi dva kilometry západně od města Přimda v nadmořské výšce 577–580 metrů. Chráněné území s rozlohou 0,8 ha bylo vyhlášeno 27. dubna 2011. Důvodem jeho zřízení je ochrana litorálního pásma na západním břehu rybníka s populací kriticky ohrožené rostliny rosnatky prostřední.